# Up! Tour
Up! Tour est la seconde tournée mondiale effectuée par la chanteuse et compositrice canadienne Shania Twain à l'appui de son quatrième album studio, Up!. Le spectacle s'est effectué en Amérique du Nord et en Europe. Le Tour est devenu l'un des circuits avec les plus grosses recettes en 2004, selon les estimations, recettes de plus de 100 millions de dollars.

## Dates de la tournée

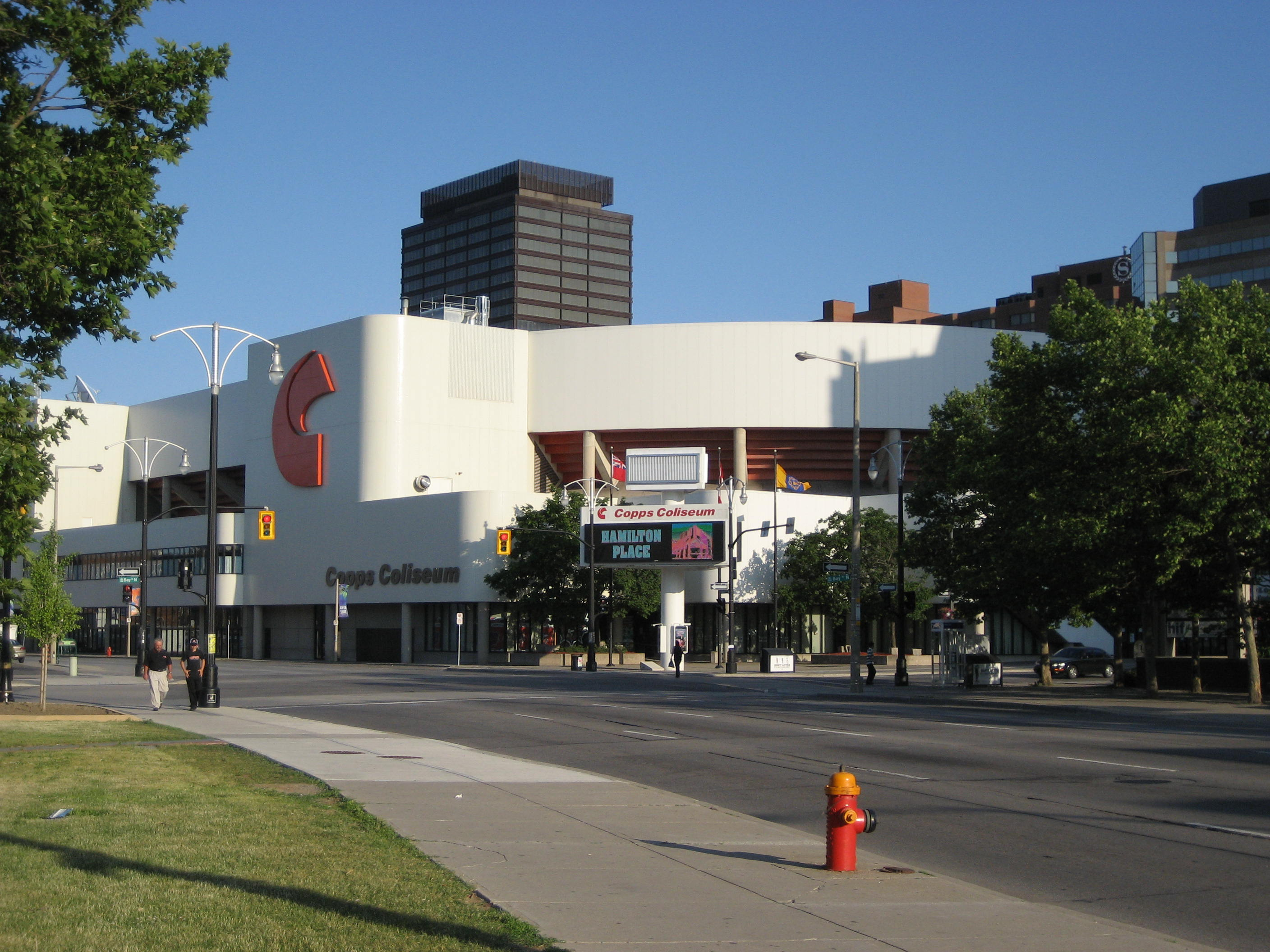
Colisée Copps Hamilton 19000 places 25/09/2003
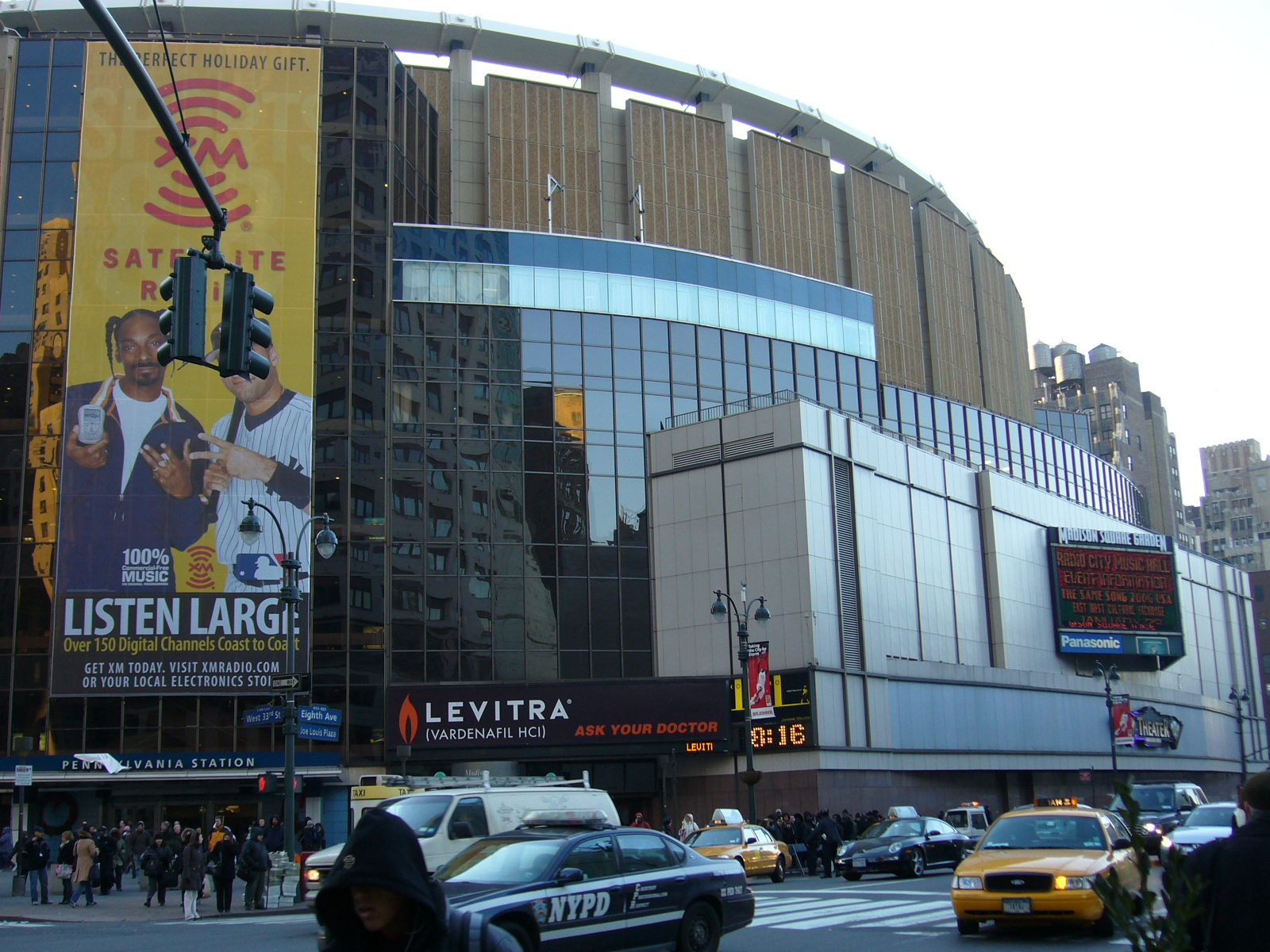
Madison Square Garden New York 20000 places 14/10/2003
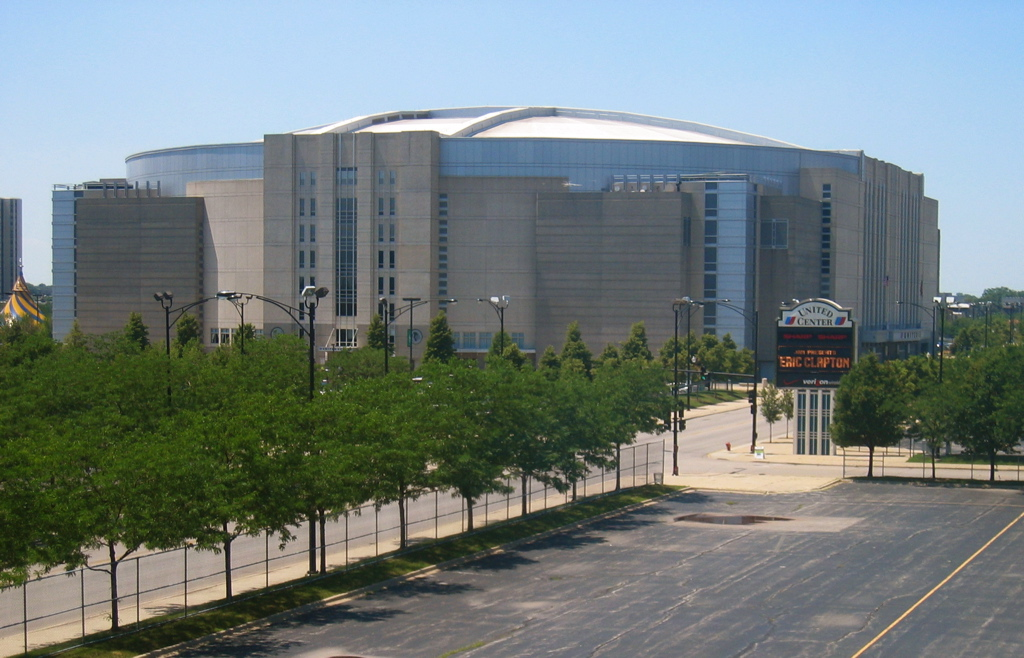
United Center Chicago 23500 places 22/10/2003
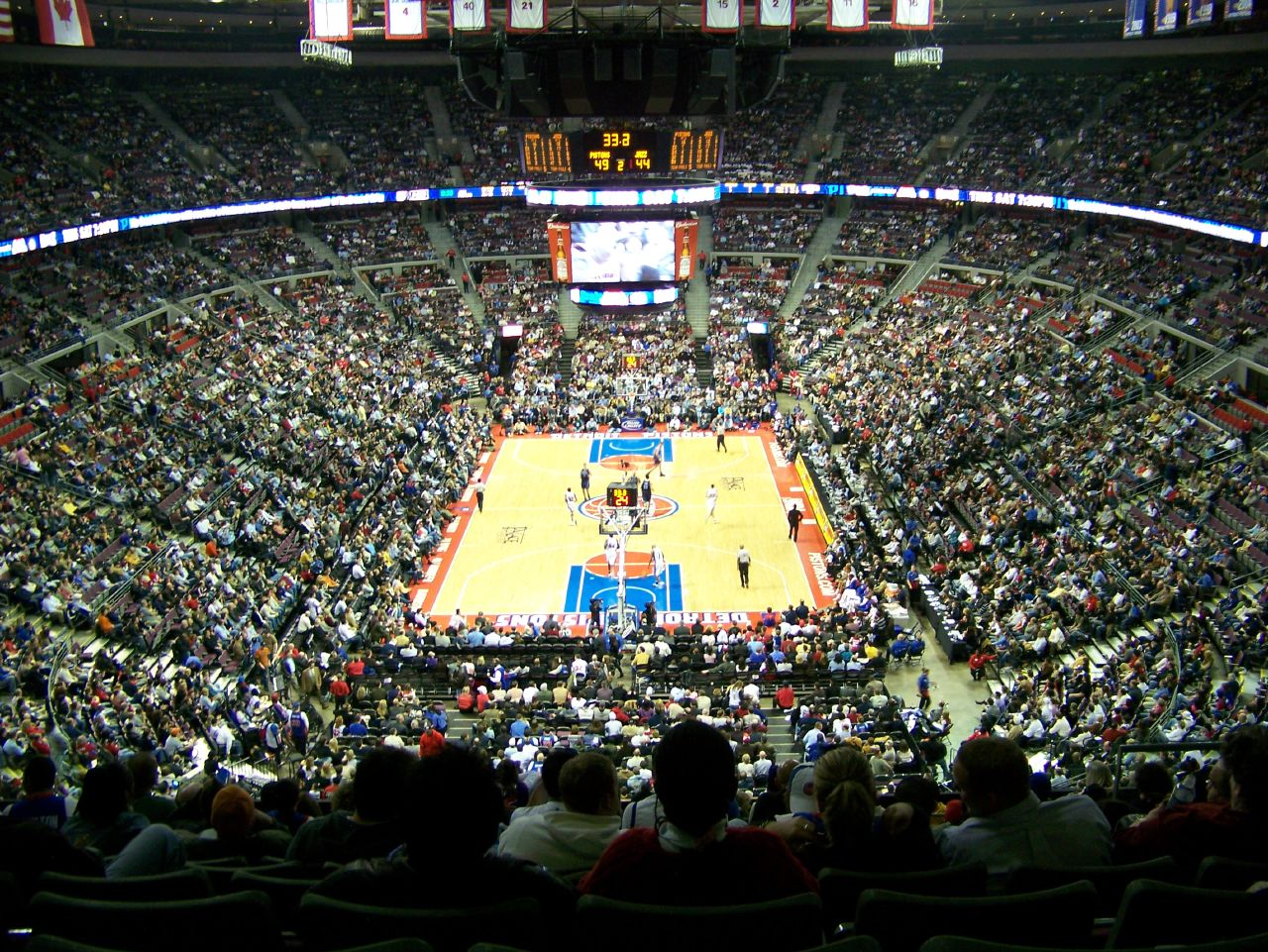
The Palace of Auburn Hills Auburn Hills 24276 places 24-25/10/2003
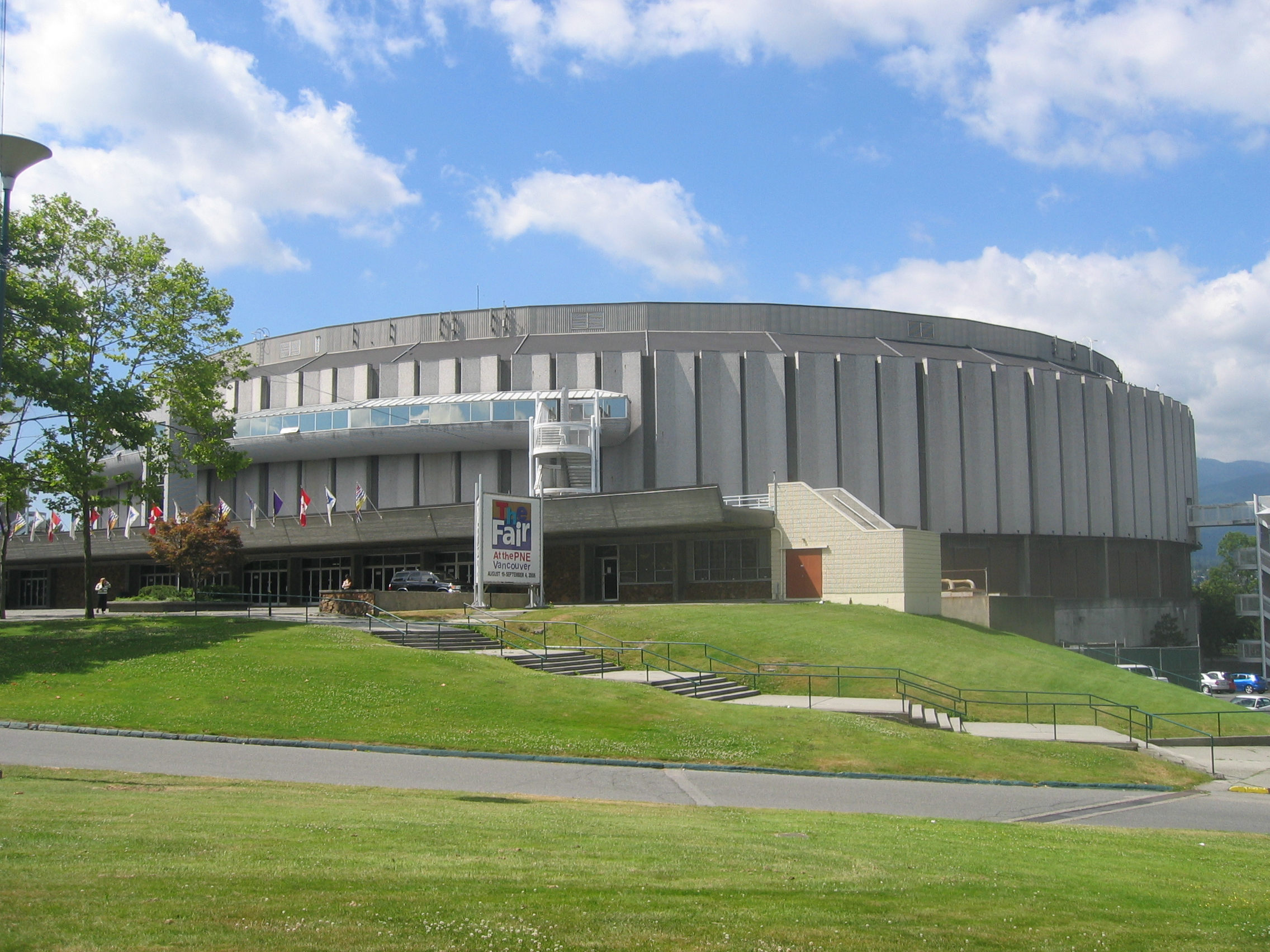
Pacific Coliseum Vancouver 20000 places 7-8/12/2003
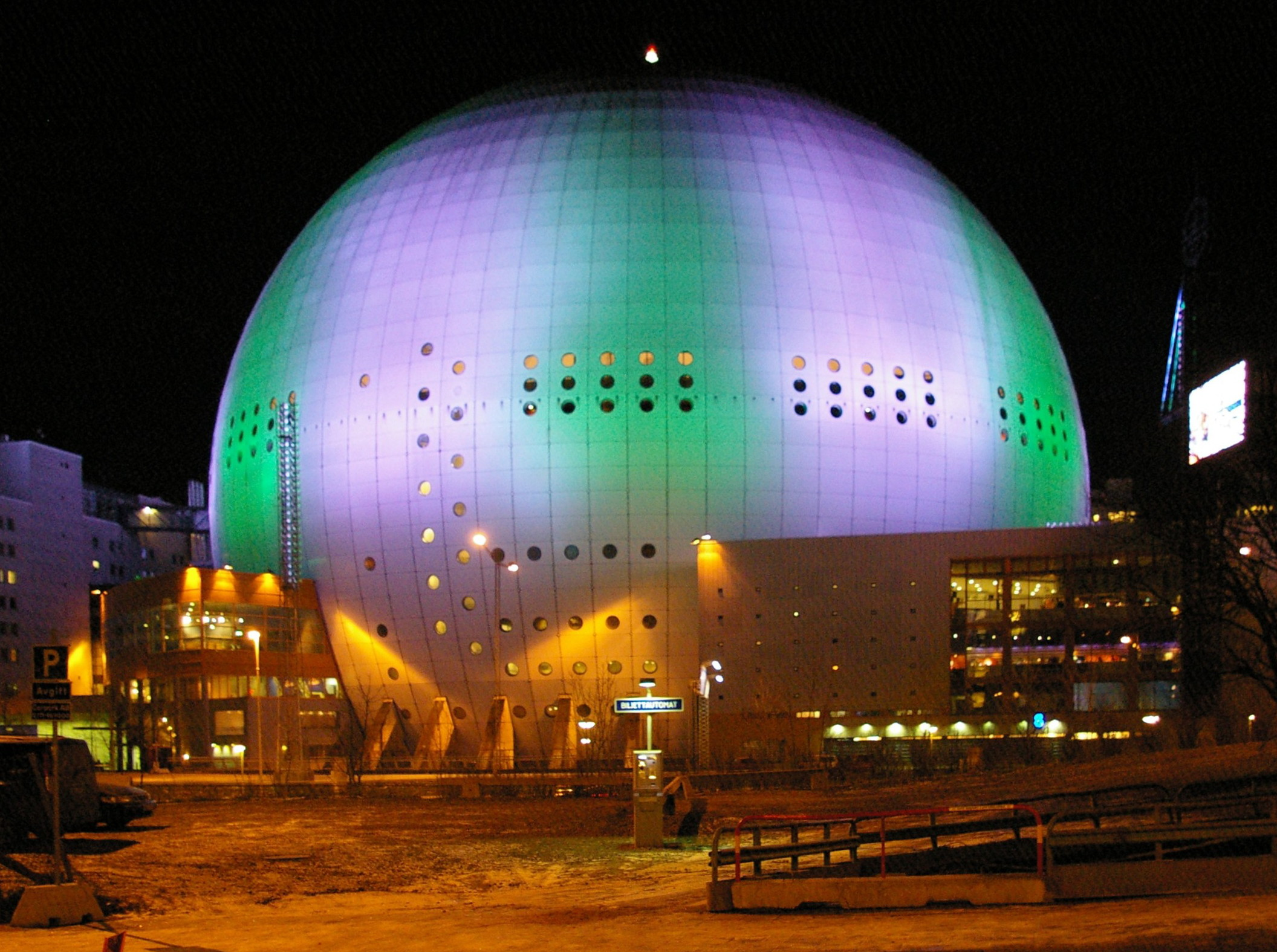
Stockholm Globe Arena Stockholm 16000 places 14/3/2004
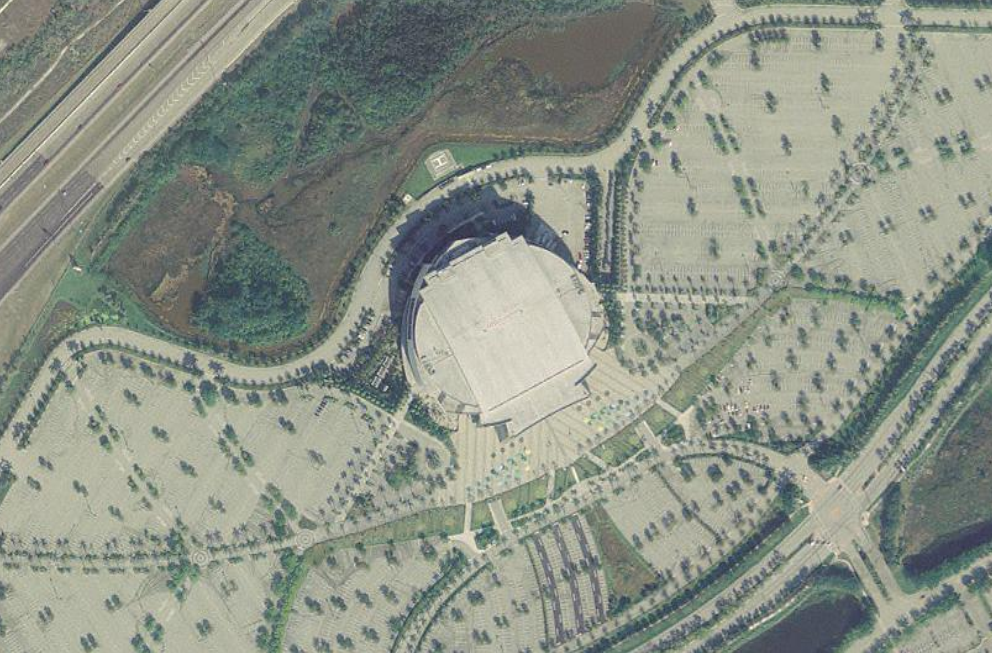
BankAtlantic Center Fort Lauderdale 22457 places 10/7/2004

| Date              | Ville               | Pays            | Venue                                          |
| ----------------- | ------------------- | --------------- | ---------------------------------------------- |
| Amérique du Nord  |                     |                 |                                                |
| 25 septembre 2003 | Hamilton            | Canada          | Colisée Copps                                  |
| 27 septembre 2003 | Ottawa              | Canada          | Centre Corel                                   |
| 29 septembre 2003 | Pittsburgh          | États-Unis      | Mellon Arena                                   |
| 30 septembre 2003 | Buffalo             | États-Unis      | HSBC Arena                                     |
| 2 octobre 2003    | Toronto             | Canada          | Centre Air Canada                              |
| 3 octobre 2003    | Toronto             | Canada          | Centre Air Canada                              |
| 4 octobre 2003    | Grand Rapids        | États-Unis      | Van Andel Arena                                |
| 7 octobre 2003    | Boston              | États-Unis      | Fleet Center                                   |
| 8 octobre 2003    | East Rutherford     | États-Unis      | Continental Airlines Arena                     |
| 10 octobre 2003   | Philadelphie        | États-Unis      | First Union Center                             |
| 11 octobre 2003   | Albany              | États-Unis      | Pepsi Arena                                    |
| 12 octobre 2003   | Uniondale           | États-Unis      | Nassau Veterans Memorial Coliseum              |
| 14 octobre 2003   | New York            | États-Unis      | Madison Square Garden                          |
| 15 octobre 2003   | Uncasville          | États-Unis      | Mohegan Sun Arena                              |
| 17 octobre 2003   | Washington          | États-Unis      | MCI Center                                     |
| 18 octobre 2003   | Cleveland           | États-Unis      | Gund Arena                                     |
| 21 octobre 2003   | Indianapolis        | États-Unis      | Conseco Fieldhouse                             |
| 22 octobre 2003   | Chicago             | États-Unis      | United Center                                  |
| 24 octobre 2003   | Auburn Hills        | États-Unis      | Palace of Auburn Hills                         |
| 25 octobre 2003   | Auburn Hills        | États-Unis      | Palace of Auburn Hills                         |
| 27 octobre 2003   | Madison             | États-Unis      | Kohl Center                                    |
| 28 octobre 2003   | St. Paul            | États-Unis      | Xcel Energy Center                             |
| 29 octobre 2003   | Milwaukee           | États-Unis      | Bradley Center                                 |
| 21 novembre 2003  | Houston             | États-Unis      | Toyota Center                                  |
| 22 novembre 2003  | San Antonio         | États-Unis      | SBC Center                                     |
| 23 novembre 2003  | Dallas              | États-Unis      | American Airlines Center                       |
| 25 novembre 2003  | Oklahoma City       | États-Unis      | Ford Center                                    |
| 28 novembre 2003  | Saint-Louis         | États-Unis      | Savvis Center                                  |
| 29 novembre 2003  | Kansas City         | États-Unis      | Kemper Arena                                   |
| 1er décembre 2003 | Denver              | États-Unis      | Pepsi Center                                   |
| 2 décembre 2003   | Salt Lake City      | États-Unis      | Delta Center                                   |
| 4 décembre 2003   | Calgary             | Canada          | Pengrowth Saddledome                           |
| 5 décembre 2003   | Edmonton            | Canada          | Rexall Place                                   |
| 7 décembre 2003   | Vancouver           | Canada          | Pacific Coliseum                               |
| 8 décembre 2003   | Vancouver           | Canada          | Pacific Coliseum                               |
| 11 décembre 2003  | Portland            | États-Unis      | Rose Garden                                    |
| 13 décembre 2003  | Sacramento          | États-Unis      | ARCO Arena                                     |
| 14 décembre 2003  | San José            | États-Unis      | HP Pavilion at San Jose                        |
| 16 décembre 2003  | Anaheim             | États-Unis      | Arrowhead Pond of Anaheim                      |
| 17 décembre 2003  | San Diego           | États-Unis      | Cox Arena at Aztec Bowl                        |
| 19 décembre 2003  | Phoenix             | États-Unis      | America West Arena                             |
| 20 décembre 2003  | Las Vegas           | États-Unis      | Mandalay Bay Events Center                     |
| Europe            |                     |                 |                                                |
| 11 février 2004   | Paris               | France          | Palais omnisports de Paris-Bercy               |
| 13 février 2004   | Sheffield           | Angleterre      | Hallam FM Arena                                |
| 14 février 2004   | Newcastle           | Angleterre      | Telewest Arena                                 |
| 16 février 2004   | Londres             | Angleterre      | Wembley Arena                                  |
| 17 février 2004   | Londres             | Angleterre      | Wembley Arena                                  |
| 19 février 2004   | Belfast             | Irlande du Nord | Odyssey Arena                                  |
| 20 février 2004   | Belfast             | Irlande du Nord | Odyssey Arena                                  |
| 22 février 2004   | Glasgow             | Écosse          | Scottish Exhibition and Conference Centre (en) |
| 23 février 2004   | Birmingham          | Angleterre      | National Exhibition Centre                     |
| 26 février 2004   | Manchester          | Angleterre      | Manchester Evening News Arena                  |
| 28 février 2004   | Hambourg            | Allemagne       | Color Line Arena                               |
| 1er mars 2004     | Stuttgart           | Allemagne       | Hanns-Martin-Schleyer-Halle                    |
| 2 mars 2004       | Munich              | Allemagne       | Olympiahalle                                   |
| 4 mars 2004       | Rotterdam           | Pays-Bas        | Rotterdam Ahoy                                 |
| 5 mars 2004       | Rotterdam           | Pays-Bas        | Rotterdam Ahoy                                 |
| 7 mars 2004       | Birmingham          | Angleterre      | National Exhibition Centre                     |
| 8 mars 2004       | Sheffield           | Angleterre      | Hallam FM Arena                                |
| 10 mars 2004      | Glasgow             | Écosse          | Scottish Exhibition and Conference Centre      |
| 11 mars 2004      | Newcastle           | Angleterre      | Telewest Arena                                 |
| 14 mars 2004      | Stockholm           | Suède           | Stockholm Globe Arena                          |
| 16 mars 2004      | Helsinki            | Finlande        | Hartwall Arena                                 |
| 18 mars 2004      | Oslo                | Norvège         | Oslo Spektrum                                  |
| 20 mars 2004      | Berlin              | Allemagne       | Max Schmeling-Halle                            |
| 22 mars 2004      | Vienne              | Autriche        | Wiener Stadthalle                              |
| 23 mars 2004      | Munich              | Allemagne       | Olympiahalle                                   |
| 25 mars 2004      | Francfort           | Allemagne       | Festhalle                                      |
| 26 mars 2004      | Francfort           | Allemagne       | Festhalle                                      |
| 29 mars 2004      | Cologne             | Allemagne       | Kölnarena                                      |
| 30 mars 2004      | Anvers              | Belgique        | Palais des sports                              |
| Amérique du Nord  |                     |                 |                                                |
| 19 avril 2004     | Pensacola           | États-Unis      | Pensacola Civic Center                         |
| 23 avril 2004     | Atlanta             | États-Unis      | Philips Arena                                  |
| 24 avril 2004     | Knoxville           | États-Unis      | Thompson-Boling Arena                          |
| 27 avril 2004     | Charleston          | États-Unis      | North Charleston Coliseum                      |
| 28 avril 2004     | Columbia            | États-Unis      | Colonial Center                                |
| 30 avril 2004     | Charlotte           | États-Unis      | Charlotte Coliseum                             |
| 1er mai 2004      | Raleigh             | États-Unis      | RBC Center                                     |
| 4 mai 2004        | Richmond            | États-Unis      | Richmond Coliseum                              |
| 5 mai 2004        | Uncasville          | États-Unis      | Mohegan Sun Arena                              |
| 6 mai 2004        | Montréal            | Canada          | Centre Bell                                    |
| 8 mai 2004        | Québec              | Canada          | Colisée Pepsi                                  |
| 10 mai 2004       | London              | Canada          | John Labatt Centre                             |
| 11 mai 2004       | London              | Canada          | John Labatt Centre                             |
| 13 mai 2004       | Charleston          | États-Unis      | Charleston Civic Center                        |
| 14 mai 2004       | Fort Wayne          | États-Unis      | Allen County War Memorial Coliseum             |
| 16 mai 2004       | Grand Rapids        | États-Unis      | Van Andel Arena                                |
| 19 mai 2004       | Louisville          | États-Unis      | Freedom Hall                                   |
| 21 mai 2004       | Columbus            | États-Unis      | Value City Arena                               |
| 22 mai 2004       | Cincinnati          | États-Unis      | U.S. Bank Arena                                |
| 24 mai 2004       | Moline              | États-Unis      | The MARK of the Quad Cities                    |
| 25 mai 2004       | Omaha               | États-Unis      | Qwest Center Omaha                             |
| 3 juin 2004       | Green Bay           | États-Unis      | Resch Center                                   |
| 4 juin 2004       | St. Paul            | États-Unis      | Xcel Energy Center                             |
| 5 juin 2004       | Fargo               | États-Unis      | Fargodome                                      |
| 8 juin 2004       | Winnipeg            | Canada          | Winnipeg Arena                                 |
| 9 juin 2004       | Saskatoon           | Canada          | Saskatchewan Place                             |
| 11 juin 2004      | Saskatoon           | Canada          | Saskatchewan Place                             |
| 12 juin 2004      | Edmonton            | Canada          | Rexall Place                                   |
| 14 juin 2004      | Calgary             | Canada          | Pengrowth Saddledome                           |
| 17 juin 2004      | Vancouver           | Canada          | Pacific Coliseum                               |
| 18 juin 2004      | Seattle             | États-Unis      | KeyArena                                       |
| 19 juin 2004      | Spokane             | États-Unis      | Spokane Veterans Memorial Arena                |
| 22 juin 2004      | Fresno              | États-Unis      | Save Mart Center                               |
| 23 juin 2004      | Los Angeles         | États-Unis      | Staples Center                                 |
| 26 juin 2004      | Lubbock             | États-Unis      | United Spirit Arena                            |
| 29 juin 2004      | La Nouvelle-Orléans | États-Unis      | New Orleans Arena                              |
| 30 juin 2004      | Birmingham          | États-Unis      | BJCC Arena                                     |
| 2 juillet 2004    | Greenville          | États-Unis      | BI-LO Center                                   |
| 6 juillet 2004    | Orlando             | États-Unis      | TD Waterhouse Centre                           |
| 7 juillet 2004    | Jacksonville        | États-Unis      | Jacksonville Veterans Memorial Arena           |
| 9 juillet 2004    | Tampa               | États-Unis      | St. Pete Times Forum                           |
| 10 juillet 2004   | Fort Lauderdale     | États-Unis      | Office Depot Center                            |

- Colisée Copps Hamilton 
  19 000 places 25/09/2003
- Madison Square Garden New York 
  20 000 places 14/10/2003
- United Center Chicago 
 23 500 places 22/10/2003
- The Palace of Auburn Hills Auburn Hills 
 24 276 places 24-25/10/2003
- Pacific Coliseum Vancouver 
  20 000 places 7-8/12/2003
- Stockholm Globe Arena Stockholm 
  16 000 places 14/3/2004
- BankAtlantic Center Fort Lauderdale 
  22 457 places 10/7/2004